# Nassenfels

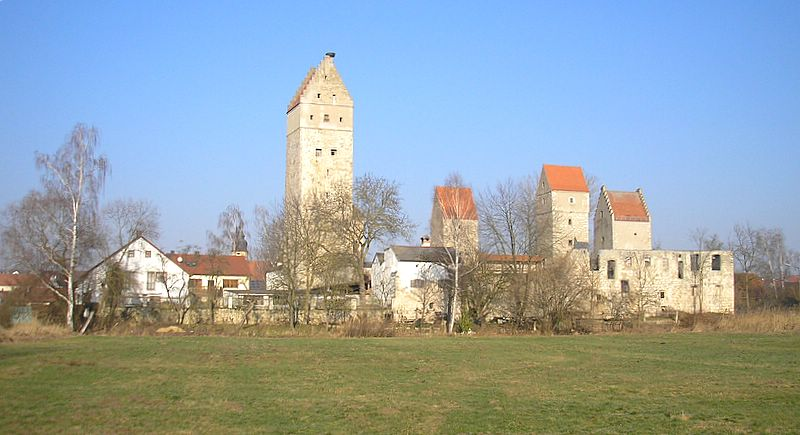
Nassenfels

Nassenfels este o comună din districtul Eichstätt, regiunea administrativă Bavaria Superioară, landul Bavaria, Germania.